# Бровка (архитектура)
 Бровка  — декоративный элемент в архитектуре: рельефная арка над оконным или дверным проёмом, нишей. 
Бровки использовались в церковной средневековой архитектуре. В особенности часто они применялись в зодчестве Великого Новгорода. Бровки могли быть одинарные или многолопастные, объединяющие под собой несколько ниш или окон. Края арки-бровки обычно делались прямыми, горизонтальными. Часто бровки сочетались с фигурной кирпичной кладкой — поребриком.
Кроме того, под словом бровка в строительстве может подразумеваться край насыпи или линия, ограничивающая поверхность полотна насыпи от поверхности её откоса. На железных дорогах бровкой называется ровик, делаемый на балласте для ограничения или указания необходимой ширины балластного слоя.

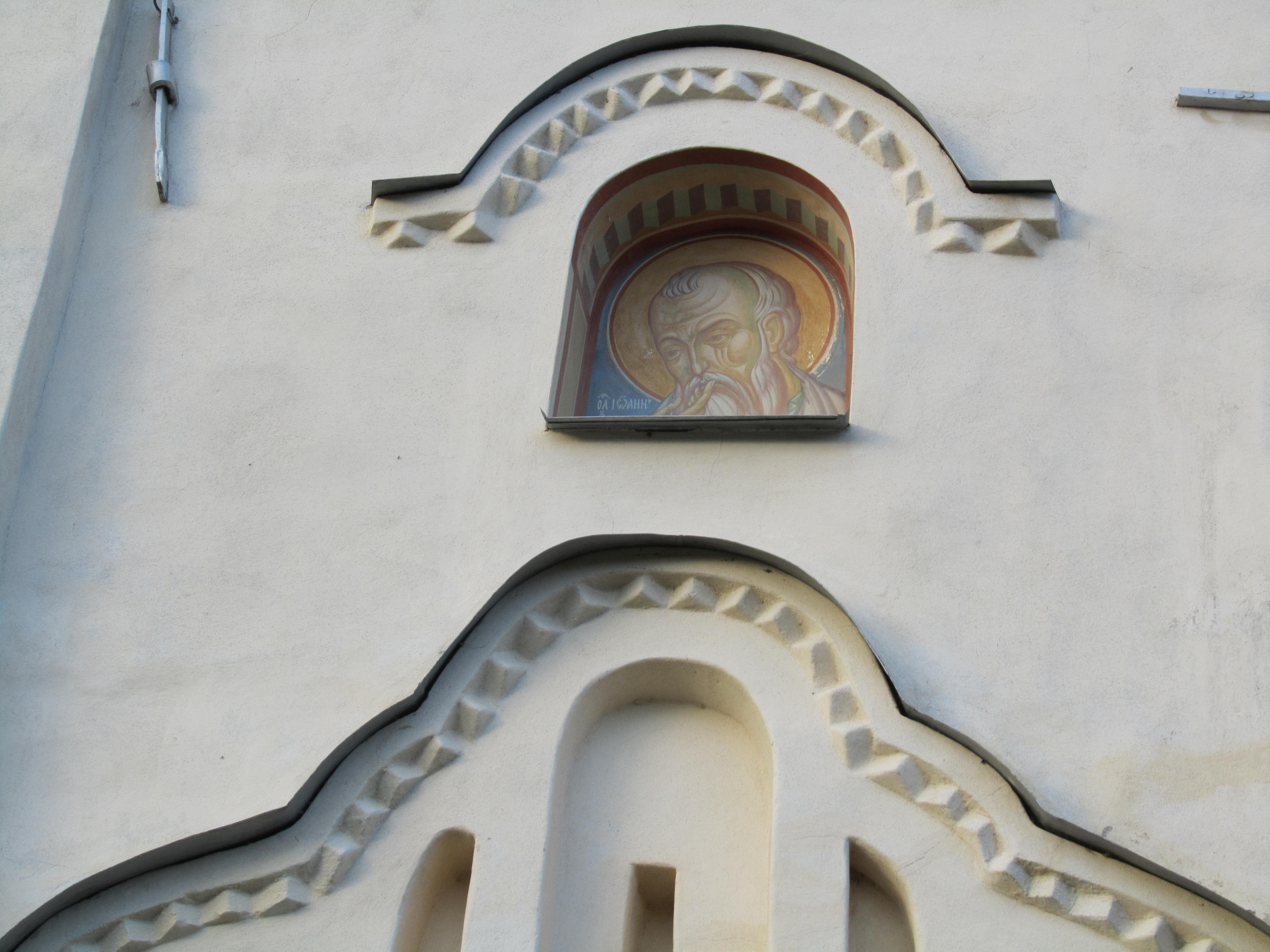
Одинарная бровка над нишей
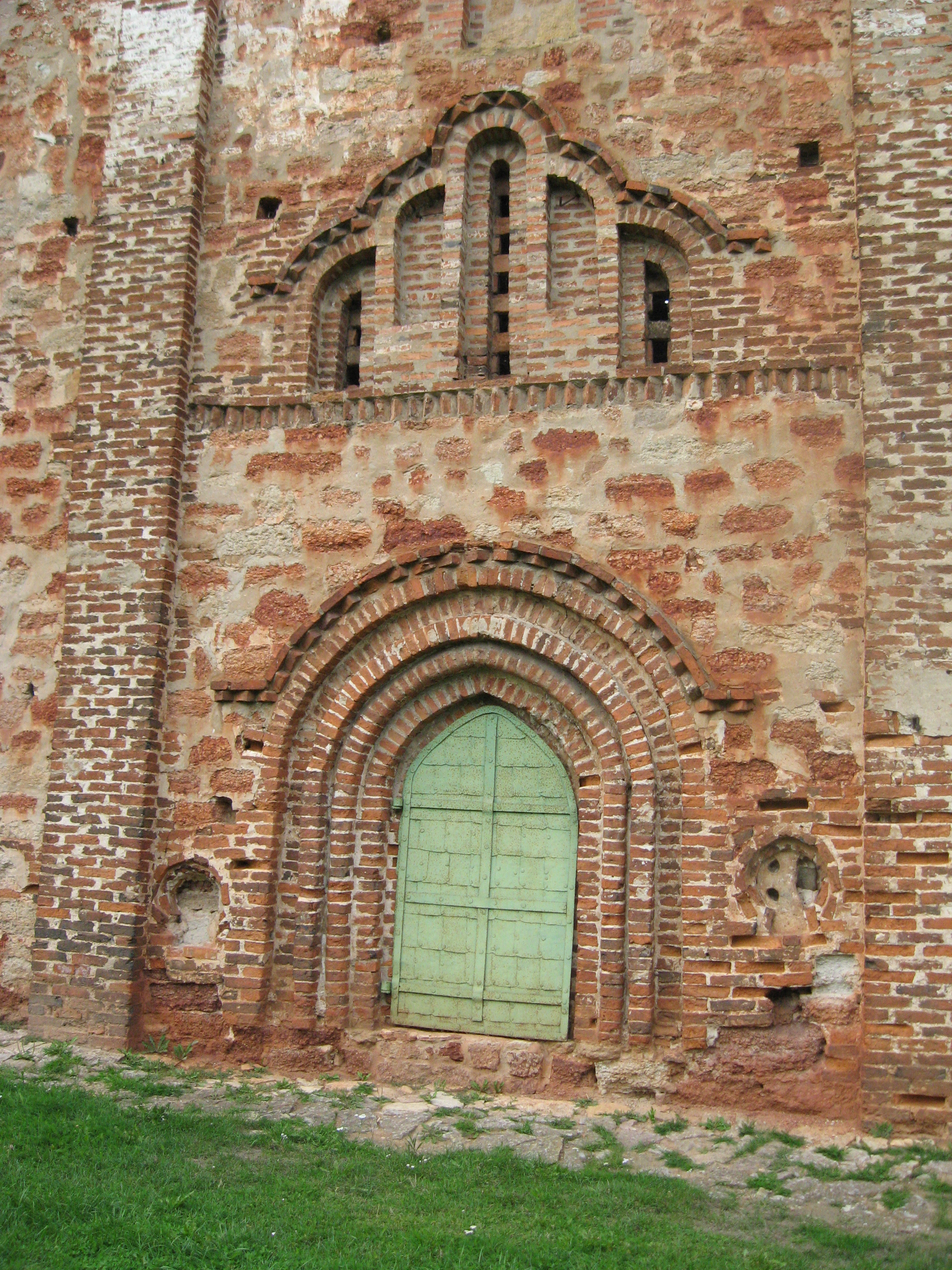
Бровки над порталом и композицией из окон и ниш на фасаде церкви  Петра и Павла в Кожевниках
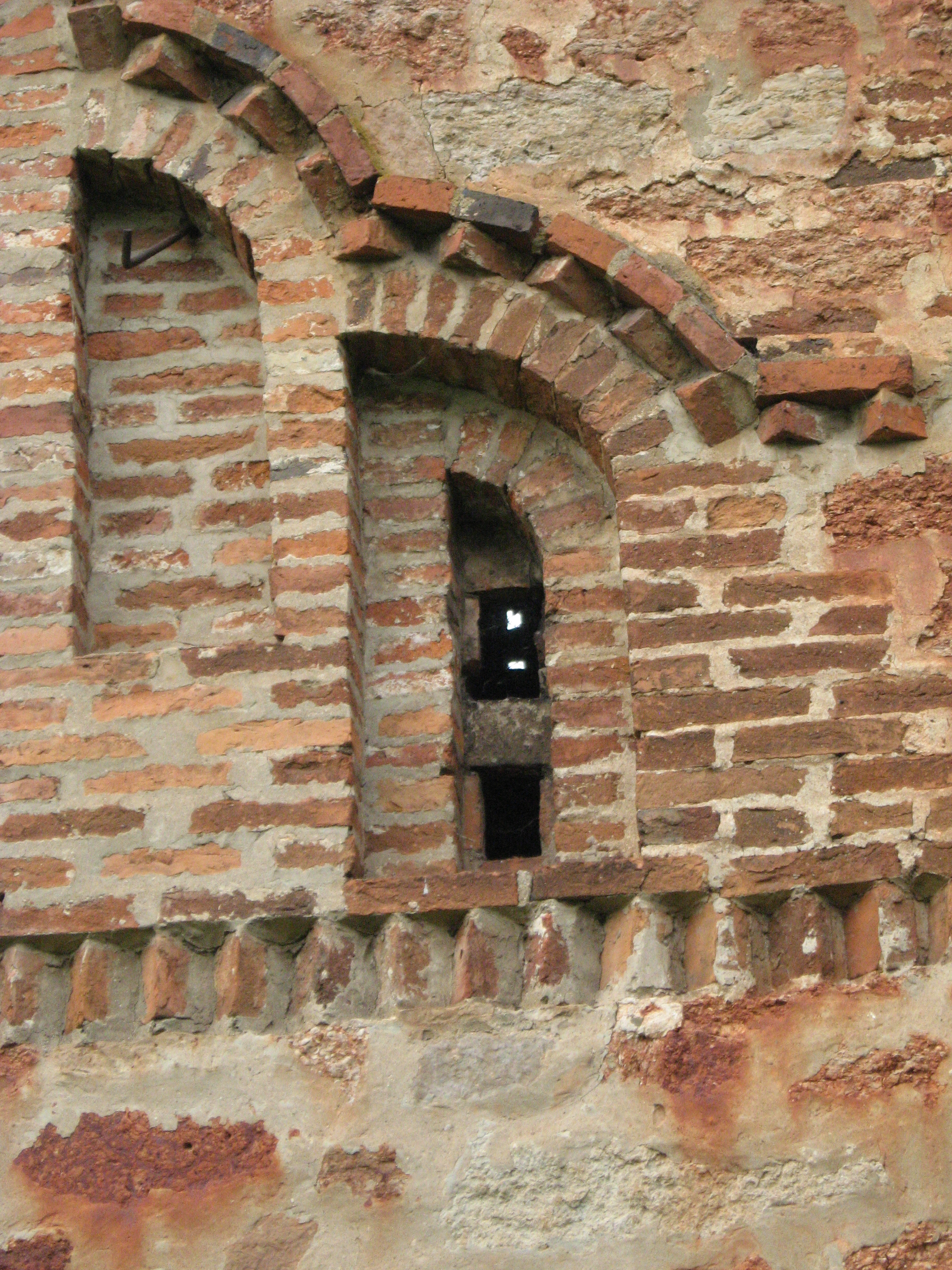
Фрагмент многолопастной бровки с поребриком